# إياس بن معاذ
إياس بن معاذ الأنصاري الأشهلي كان غلاماً حدثاً من سكان يثرب، قيل أنه أسلم ، حيث أتى مع وفد إلى مكة ليلتمسوا العون من قريش على الخزرج. وكان ذلك قبيل حرب بعاث.

## سيرته
ذكره البُخَارِيُّ في تاريخه «الَأوْسَطِ» فيمن مات على عهد النبي صَلَّى الله عليه وسلم من المهاجرين الأولين والأنصار، وترجم له في التاريخ الكبير.
وقال مُصْعَب الزُّبَيْرِيُّ: قدم إياس مكة وهو غلام قبل الهجرة فرجع ومات قبل هجرة النبيّ صَلَّى الله عليه وسلم؛ وذكر قومُه أنه مات مسلمًا.
وقال ابن إِسحاق في المغازي، حدّثني الحصين بن عبد الرحمن بن عمرو بن سعد بن معاذ، عن محمود بن لبيد، قال: لما قدم أبو الحَيْسَر أنس بن رافع مكة ومعه فِتية من بني عبد الأشهل، فيهم إياس بن معاذ، يلتمسون الحلف من قريش على قومهم من الخزرج، سمع بهم رسولُ الله صَلَّى الله عليه وسلم، فأتاهم فجلس إليهم، فقال لهم: «هَلْ لَكُمْ إِلَى خَيْرٍ مِمَّا جِئْتُمْ لَهُ؟» قالوا: وما ذاك؟ قال: «أنَا رَسُولُ اللهِ، بَعَثَنِي إِلَى الْعِبَادِ، أَدْعُوهُمْ إِلى أَنْ يَعْبُدُوهُ وَلَا يُشْرِكُوا بِهِ شَيْئًا» ، ثمّ ذكر لهم الإسلام، وتلا عليهم القرآن، فقال إياس بن معاذ: يا قوم، هذا والله خَيْرٌ مما جئتم له. فأخذ أبو الحَيْسر حَفْنَةً من البطحاء، فضرب وَجْهَه بها، وقال: دَعْنَا منك، فلعمري لقد جئنا لغير هذا، فسكت، وقام وانصرفوا؛ فكانت وَقَعة بُعَاث بين الأوْس والخزرج، ثم لم يلبث إياس بن معاذ أنْ هلك.
قال مَحْمُودُ بْنُ لَبِيدٍ: فأخبرني مَنْ حَضره من قومه أنّهم لم يزالوا يسمعونه يهلّل الله ويكبِّره ويحمده ويسبّحه، فكانوا لايشكون أنه مات مسلمًا.